# Galeria Copiola
Galeria Copiola (96 av. J.-C., 9 apr. J.-C.) est une comédienne et danseuse romaine qui aurait vécu plus de cent ans. Sa carrière nous est essentiellement connue grâce à l'Histoire naturelle de Pline l'Ancien.

## Biographie
Copiola commence sa carrière en 83 av. J.-C. à l'âge de treize ans lors d'une représentation théâtrale donnée par l'édile plébéien Marcus Pomponius. En 55 av. J.-C., elle s'illustre brillamment au théâtre de Pompéi et est remarquée par le comédien Aesopus et l'écrivain Cicéron. Elle se retire de la scène sous les honneurs vers l'âge de quarante ans. Sa dernière apparition connue date des jeux votifs en l'honneur d'Auguste, en l'an 9 apr. J.-C., alors qu'elle est âgée de 104 ans.

## Performances scéniques
Galeria Copiola dansait lors des intermèdes entre deux pièces de théâtre, les embolia.  La danseuse était probablement seule sur scène et interprétait un numéro dansant qui s'apparente au ballet-pantomime actuel. C'était alors l'un des rares métiers artistiques ouverts aux femmes et la danseuse ne portait généralement pas de masque, contrairement aux traditions du théâtre antique romain. Galeria Copiola est l'une des seules interprètes du genre dont le nom nous reste, avec Sophê Theorobathylliana, Phoebe Vocontia et Oppius.